# Кольорові сни (фільм)
Кольорові сни (ест. Värvilised unenäod) — радянський художній фільм 1974 року, знятий на кіностудії «Талліннфільм».

## Сюжет
Провівши літо у бабусі в селі, Каті придбала багато нових друзів і кошеня, якого вона привезла з собою до міста. Одного разу кошеня загубилося. Відправившись на пошуки, дівчинка заблукала. Мама знаходить дівчинку… А вдома Каті сниться сон, що кошеня знайшлося, і світ знову став світлим і прекрасним…

## У ролях
- Катріна Зілінська — Каті
- Мееліс Кюттім — Мееліс
- Лаур Піхель — Лаур
- Райне Лоо — мати
- Яан Тоомінг — батько
- Хелене Піхель — бабуся
- Валентина Ананьїна — Дімкіна мама

## Знімальна група
- Режисери — Вірве Аруоя, Яан Тоомінг
- Сценарист — Івар Козенкраніус
- Оператор — Рейн Маран
- Композитор — Арво Пярт
- Художник — Імбі Лінд